# 12-й отдельный лыжный батальон
12-й отдельный лыжный батальон, он же до 01.04.1942 12-й отдельный оленье-лыжный батальон, — воинское подразделение СССР в Великой Отечественной войне.

## История
Батальон сформирован в составе Карельского фронта в начале 1942 года.
В действующей армии с 10.03.1942 по 15.05.1942.
Действовал в Заполярье.
Расформирован 15.05.1942 года.

## Подчинение
| Дата            | Фронт (округ)    | Армия      | Корпус | Примечания                                                     |
| --------------- | ---------------- | ---------- | ------ | -------------------------------------------------------------- |
| 01.04.1942 года | Карельский фронт | 14-я армия | -      | -                                                              |
| 01.05.1942 года | -                | -          | -      | точных данных нет, по-видимому действовал в составе 19-й армии |